# Paddy Ashdown
Paddy Ashdown, właśc. Jeremy John Durham Ashdown, baron Ashdown of Norton-sub-Hamdon (ur. 27 lutego 1941 w Nowym Delhi, zm. 22 grudnia 2018 w Norton-sub-Hamdon) – brytyjski polityk, wojskowy i dyplomata, deputowany do Izby Gmin czterech kadencji, w latach 1988–1999 lider Liberalnych Demokratów, par dożywotni.

## Życiorys
Urodził się w Indiach jako najstarszy spośród siódemki rodzeństwa. Gdy miał cztery lata, jego rodzina wróciła do Wielkiej Brytanii, gdzie zakupiła farmę w Ulsterze. Kształcił się w Bedford School, po czym został zawodowym wojskowym. W latach 1959–1962 służył w Royal Marines (m.in. na Borneo i w Zatoce Perskiej). W 1972 został zatrudniony w Foreign and Commonwealth Office. Objął funkcję pierwszego sekretarza stałego przedstawicielstwa Wielkiej Brytanii przy Organizacji Narodów Zjednoczonych w Genewie. Faktycznie w tym czasie pracował w Szwajcarii dla brytyjskiego wywiadu zagranicznego MI6.
Był zwolennikiem Partii Pracy, w 1975 dołączył jednak do Partii Liberalnej. W 1979 bez powodzenia kandydował do Izby Gmin w okręgu wyborczym Yeovil. Mandat deputowanego uzyskał w 1983, po czym z powodzeniem ubiegał się trzykrotnie o reelekcję, zasiadając w niższej izbie brytyjskiego parlamentu do 2001.
Gdy w 1988 doszło do zjednoczenia Partii Liberalnej i Partii Socjaldemokratycznej, Paddy Ashdown został wybrany na pierwszego lidera nowo utworzonego ugrupowania Liberalni Demokraci. Funkcję tę pełnił do 1999. Od 1989 wchodził w skład Tajnej Rady. W 2001 zrezygnował z kandydowania do Izby Gmin. Otrzymał tytuł barona, zasiadając jako par dożywotni w Izbie Lordów. Od 2002 do 2006 zajmował stanowisko wysokiego przedstawiciela dla Bośni i Hercegowiny.

## Odznaczenia
Komandor Orderu Imperium Brytyjskiego (2000), kawaler Wielkiego Krzyża Orderu św. Michała i św. Jerzego (2006).